# Lisanne de Roever
Lisanne Freya de Roever (ur. 6 czerwca 1979 w Amstelveen) – holenderska hokeistka na trawie. Dwukrotna medalistka olimpijska.
Jest bramkarką. W reprezentacji Holandii debiutowała w 2001. Brała udział w dwóch igrzyskach (IO 04, IO 08), na obu zdobywała medale: srebro w 2004 i złoto cztery lata później. Z kadrą brała udział m.in. w mistrzostwach świata w 2002 (srebro) i 2006 (tytuł mistrzowski) oraz kilku turniejach Champions Trophy (zwycięstwo w 2004, 2005, 2007) i mistrzostw Europy (złoto w 2005). Łącznie rozegrała ponad 100 spotkań w reprezentacji.